# Прогресс М-20М
Прогресс М-20М — транспортный грузовой космический корабль (ТГК) серии «Прогресс». Запущен к Международной космической станции 28 июля 2013 года. 52-й российский корабль снабжения МКС. Серийный номер 420.

## Цель полёта
Доставка различных грузов на МКС, в числе которых топливо, воздух, кислород, продукты питания, аппаратура для научных экспериментов и посылки для членов экипажа.

## Хроника полёта
- 28.07.2013 — осуществлен запуск (0:45 мск) и стыковка корабля с МКС в 6:26 мск[2].

## Перечень грузов
Суммарная масса всех доставляемых грузов: 2366 кг. «Прогресс М-22М» доставил на МКС топливо, продукты, воду, а также биоматериал для научных исследований: личинок африканского комара, около 2 тысяч икринок рыбок медаки для эксперимента «Аквариум-AQH» и червей.